# Knark (öl)

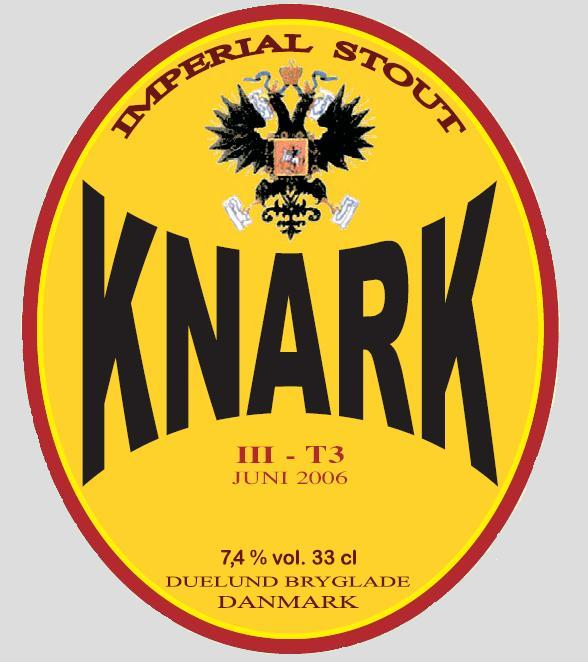
Knark III öletikett.

Knark är ett öl av typen imperial stout från Danmark. Ölet bryggdes av Duelund Bryglade a/s i Kjellerup. Den fanns i klasserna III (7.4%), IV (11%) och V (14%).